# Skalice (rivière)
 (mars 2015).
Si vous disposez d'ouvrages ou d'articles de référence ou si vous connaissez des sites web de qualité traitant du thème abordé ici, merci de compléter l'article en donnant les références utiles à sa vérifiabilité et en les liant à la section « Notes et références ».
Pour les articles homonymes, voir Skalice.
La Skalice est une rivière de Tchéquie de 52 km[réf. nécessaire] de long. Elle est un affluent de la Lomnice, et donc un sous-affluent de l'Elbe, par l'Otava et la Vltava.